# Sexo, mentiras y muertos
Pour plus de détails, voir Fiche technique et Distribution.
Sexo, mentiras y muertos (littéralement Sexe, mensonges et meurtres) est un film colombien réalisé par Ramiro Meneses (es), sorti en 2011.

## Synopsis
Viviana (Andrea López) et Alicia (Martha Bolaños) font connaissance dans un bar.
Les deux femmes entament une conversation qui devient rapidement personnelle.
Viviana est enfermée dans un mariage abusif, tandis que l'amante d'Alicia, Lorena (Carolina Sepúlveda), est tombée amoureuse récemment d'une autre femme (Alejandra Pinzón).
Elles concluent un pacte secret pour tuer les gens qui ont fait de leur vie un enfer.

## Fiche technique
- Titre original : Sexo, mentiras y muertos
- Titre international : Sex, Lies and Death
- Réalisation : Ramiro Meneses (es)
- Scénario : Claude Pimont
- Musique : Miguel De Narváez
- Producteur :
- Production :
- Distribution :
- Pays d'origine :
- Langue d'origine : espagnol
- Lieux de tournage : Colombie
- Genre : Crime, drame, romance saphique
- Durée : 86 minutes (1 h 26)
- Sortie :
  -  Colombie : 2011
  -  États-Unis : 2011

## Distribution
- Andrea López : Viviana
- Martha Bolaños : Alicia
- Carolina Sepúlveda : Lorena
- Alejandra Pinzón : Mariangela
- Juan Pablo Shuk : Gerardo
- Juan Alfonso Baptista : Gerardo
- Margálida Castro : la mère de Gerardo
- Constanza Gutierrez : Conchita
- Carlos Serrato : le détective
- Diego Ospina : le barman